# Carta d'Atenes
|  | Per a altres significats, vegeu «Carta d'Atenes per a la Restauració de Monuments Històrics». |

La Carta d'Atenes és un manifest urbanístic creat en el IV Congrés Internacional d'Arquitectura Moderna. (CIAM) l'any 1933. Però no va ser publicat a Atenes fins a l'any 1941, que va servir com a base pel que es coneix actualment com a arquitectura moderna, on prevalen el pensament racionalista i especialment els plantejaments fets per arquitectes com Le Corbusier.
La Carta d'Atenes va ser un document crucial en la història de l'urbanisme i l'arquitectura, adoptat durant el Congrés Internacional d'Arquitectura Moderna (CIAM) a Atenes el 1933. Aquest congrés va reunir destacats arquitectes i urbanistes de l'època, que buscaven abordar els reptes plantejats per la urbanització i el creixement de les ciutats en el context de l'Europa d'entreguerres.
La Carta d'Atenes es va desenvolupar com a resposta col·lectiva a les transformacions socials, econòmiques i tecnològiques que afectaven el disseny i la planificació urbans. El document va abordar qüestions clau relacionades amb l'urbanisme, l'habitatge i l'organització de l'espai públic, amb l'objectiu d'establir principis que guiessin el desenvolupament urbà de manera més eficient i humana.
Entre els temes clau abordats a la Carta d'Atenes s'inclou la necessitat de separar les funcions urbanes, com ara l'habitatge, el treball i el lleure, per tal de millorar la qualitat de vida dels habitants urbans. També va advocar per la importància de la planificació integral, la participació comunitària i la consideració dels aspectes socials en el disseny urbà.
La Carta d'Atenes va influir significativament en la planificació urbana i l'arquitectura moderna i va contribuir a la formulació de polítiques i pràctiques que van afectar el desenvolupament urbà a tot el món. Tot i que ha estat objecte de crítiques i revisions al llarg del temps, el seu impacte perdura com una fita a la història de l'urbanisme, reflectint les aspiracions i preocupacions d'una època determinada en l'àmbit de l'arquitectura i el disseny urbà.
Aquests principis van exercir una considerable influència en el desenvolupament de les ciutats europees després de la Segona Guerra Mundial.

## El Congrés d'Atenes
El Congrés d'Atenes va ser una destacada acció europeísta abonada pel Consell Internacional de Museus, que forma part de l'Institut de Cooperació Intel·lectual, una entitat vinculada a la Societat de Nacions. Les conclusions del congrés van ser presentades davant de l'assemblea de la Societat de Nacions.